# 中宿 (安中市)
中宿（なかじゅく）は、群馬県安中市の地名。中宿と中宿一丁目がある。郵便番号は379-0115。面積は1.8km2(2010年現在)。

## 地理
碓氷川と九十九川の合流点の南方に位置している。

### 河川
- 碓氷川
- 九十九川

## 歴史
戦国時代頃からある地名で、江戸時代なると安中藩領だった。中山道に沿う街村として発達いき、現在では安中駅の所在地である。
東邦亜鉛安中精錬所が操業を開始した際に公害が発生し、付近の田畑で稲や桑の立ち枯れ、カイコの生育不良、碓氷川の魚の大量死などの被害が発生した。

### 年表
- 1885年10月15日 同町に安中駅が開業する。
- 1889年4月1日 町村制施行に伴い、碓氷郡中宿村は安中宿・小俣村・高別当（こうべっとう）村・古屋村と合併し、安中町が成立した。
- 1937年6月 東邦亜鉛安中製錬所が操業を開始する。
- 1958年11月1日 市制施行により、安中町は安中市となる。そのため安中市中宿となる。

### 地名の由来
安中宿と板鼻宿の中間に存在することから「中宿」と称した。

## 世帯数と人口
2017年（平成29年）7月31日現在の世帯数と人口は以下の通りである。
| 大字・丁目 | 世帯数  | 人口    |
| ---------- | ------- | ------- |
| 中宿       | 359世帯 | 808人   |
| 中宿1丁目  | 172世帯 | 402人   |
| 計         | 531世帯 | 1,210人 |

## 教育
市立小・中学校に通う場合、学区は以下の通りとなる。
| 番地 | 小学校             | 中学校             |
| ---- | ------------------ | ------------------ |
| 全域 | 安中市立安中小学校 | 安中市立第一中学校 |

## 交通

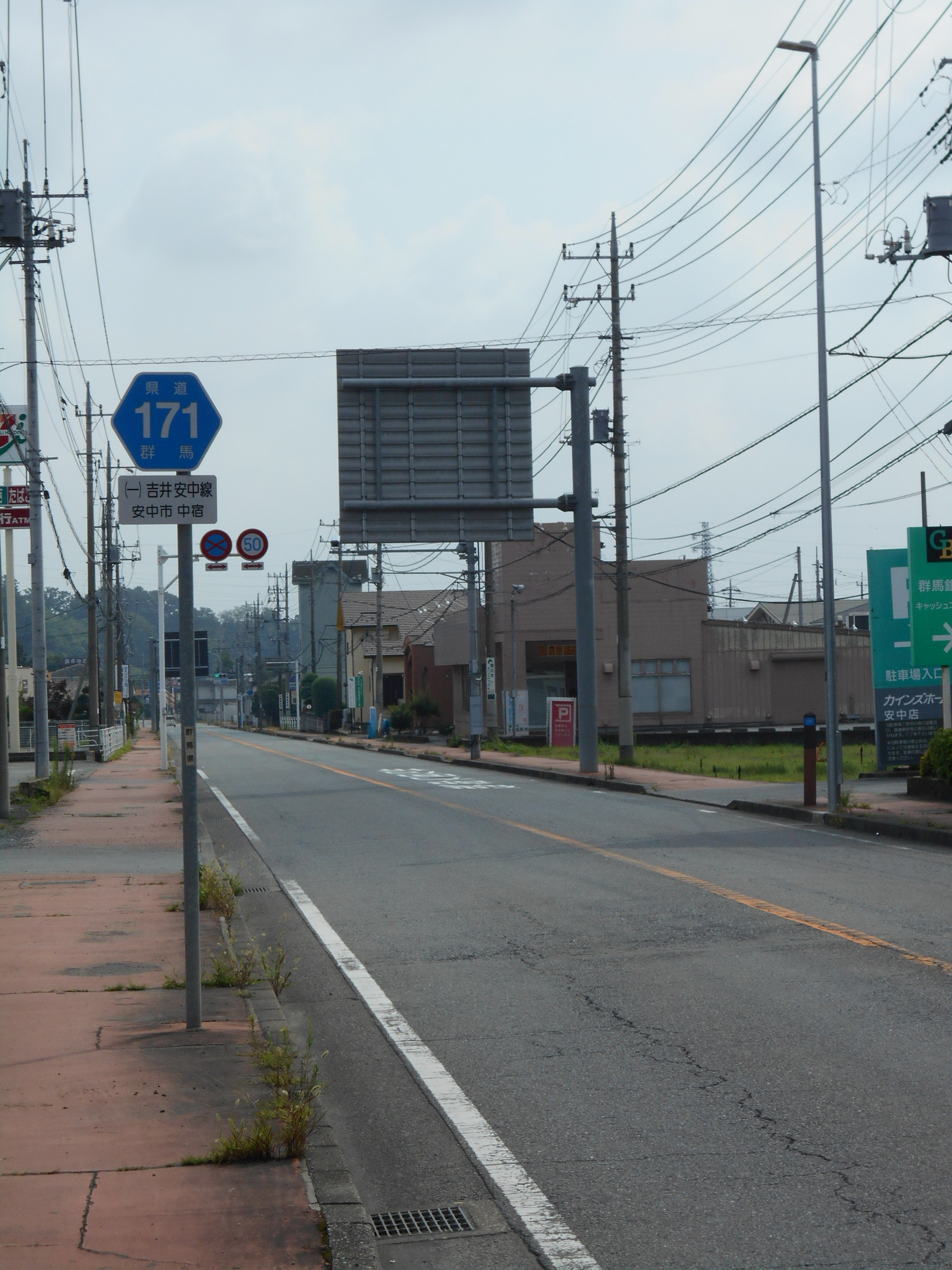
群馬県道171号吉井安中線

### 鉄道
JR東日本信越本線安中駅がある。

### 道路
国道は国道18号安中バイパスが、県道は群馬県道171号吉井安中線、群馬県道217号松井田中宿線が通っている。

## 施設

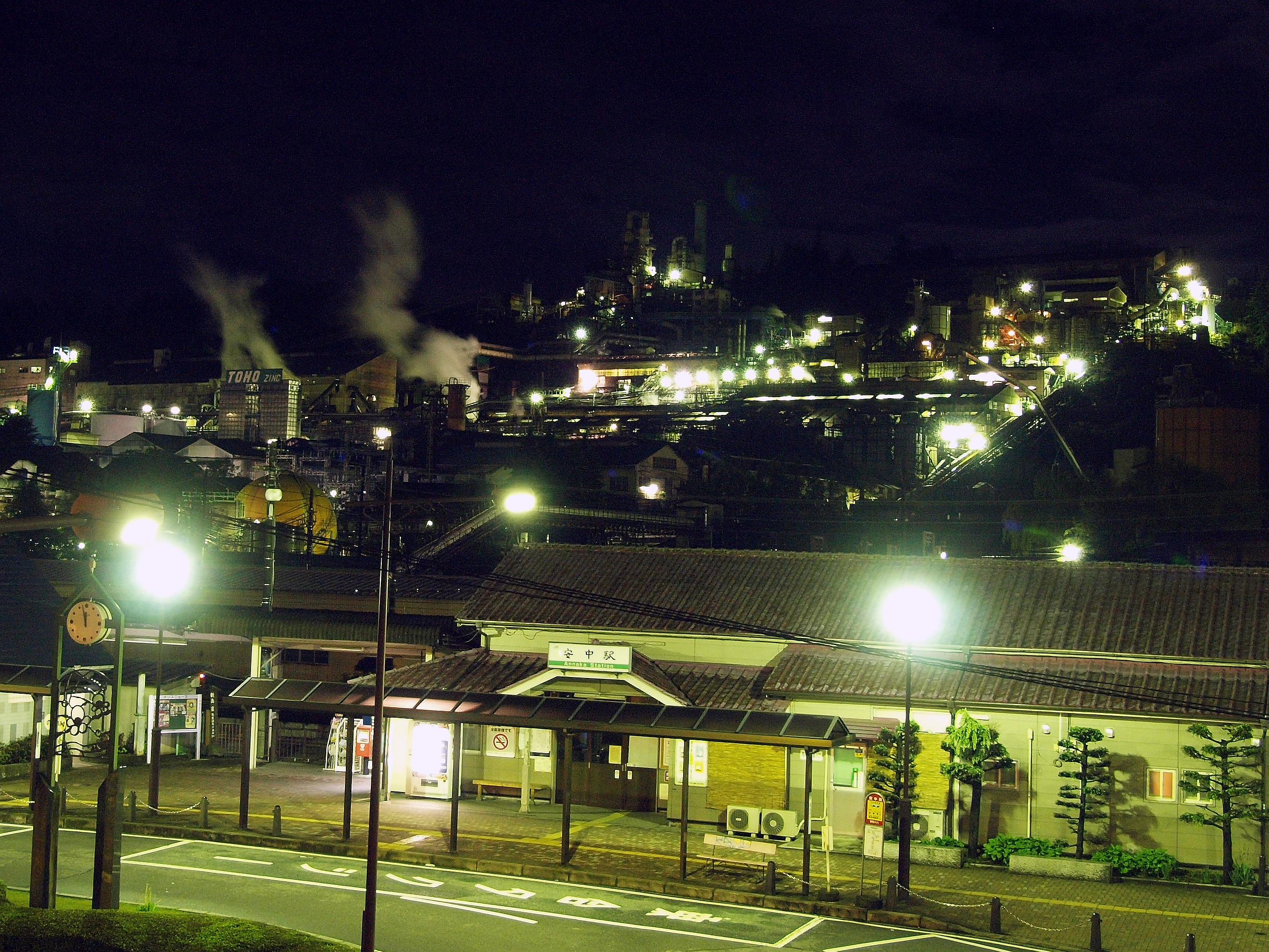
東邦亜鉛 安中製錬所と安中駅

- JR東日本信越本線安中駅
- 東邦亜鉛安中製錬所
- ベイシア安中店
- ひさよし緑地公園

## 避難所
指定緊急避難場所
- 中宿公民館 (洪水浸水想定区域にあるため、水害時の避難には不適とされている。)[6]

指定避難所
- 碓東小学校体育館[7]